# Себастьян Сабо
Себастьян Сабо (11 березня 1996) — сербський плавець.
Учасник Олімпійських Ігор 2020 року.
Чемпіон Європи з водних видів спорту 2020 року.
Призер Чемпіонату Європи з плавання на короткій воді 2019 року.